# Каирбекова, Салидат Зекеновна
Каирбекова Салидат Зекеновна (каз. Салидат Зекенқызы Қайырбекова; 1 августа 1961, Карагандинская область — 3 июля 2016, Астана) — председатель правления АО «Национальный медицинский холдинг», государственный деятель Республики Казахстан, деятель в области здравоохранения, доктор медицинских наук.

## Биография
Родилась в Карагандинской области. Происходит из подрода тока рода куандык племени аргын.
В 1984 году окончила Карагандинский государственный медицинский институт по специальности «лечебное дело».
С 1984 по 1998 год работала врачом-невропатологом в медицинских организациях Карагандинской области, заместителем главного врача Карагандинского областного многопрофильного лечебно-диагностического объединения.
С 1998 по 2001 год — начальник отдела организации медицинской помощи Карагандинского областного управления здравоохранения, председатель медико-социальной экспертной комиссии № 5 Карагандинского областного управления труда, занятости и социальной защиты населения.
С 2001 по 2006 год — соискатель кафедры общественного здоровья и управления здравоохранением Казахской государственной медицинской академии.
С 2001 по 2004 год — начальник отдела, начальник управления, заместитель директора Департамента лечебно-профилактической работы, руководитель аппарата Министерства здравоохранения Республики Казахстан.
В 2004 году окончила Карагандинский государственный университет имени Е. А. Букетова по специальности «правоведение».
С 2004 по 2006 год — проректор Казахской государственной медицинской академии.
С 2006 по 2008 год — главный эксперт, главный инспектор отдела социально-экономического анализа, заведующий сектором отдела социально-экономического мониторинга Администрации Президента Республики Казахстан.
С 4 декабря 2008 года — Председатель Комитета по контролю в сфере оказания медицинских услуг Министерства здравоохранения Республики Казахстан.
С 5 ноября 2009 года — Председатель Комитета оплаты медицинских услуг Министерства здравоохранения Республики Казахстан.
«Постановлением Правительства Республики Казахстан 23 апреля 2010 года назначена Вице-министром здравоохранения Республики Казахстан»
7 октября 2010 года — Указом Президента назначена министром здравоохранения Республики Казахстан.
6 августа 2014 года — указом президента освобождена от должности министра в связи с реорганизацией Министерства здравоохранения РК.
13 августа 2014 года назначена на должность первого вице-министра нового Министерства здравоохранения и социального развития Республики Казахстан.
13 октября 2015 года — возглавила АО «Национальный медицинский холдинг».
Скончалась 3 июля 2016 года после перенесённого инсульта.

## Награды
В 2009 году награждена Орденом «Құрмет» за заслуги в государственной и общественной деятельности, значительный вклад в социально-экономическое и культурное развитие страны, укрепление дружбы и сотрудничества между народами.